# Wiedźmy z gór
Wiedźmy z gór (fr. Les brouches) – francuski film z roku 1994 w reżyserii Alaina Tasmy.

## Obsada
- Henri Marteau jako Fernand
- Jacques Gamblin jako Pierre
- Luc Lavendier jako Philippe
- Élodie Bouchez jako Sandrine
- Elisabeth Macocco jako Henriette
- Georges Bouqet jako starzec
- Madeleine Marie jako staruszka
- Magali Bonat jako Annette
- Jean-Claude Bolle-Reddat jako wielki człowiek
- Bernard Guinet
- Sylvain Trouiller jako Cédric